# Савич, Всеволод Павлович
Всеволод Павлович Савич (1885—1972) — российский и советский лихенолог, заслуженный деятель науки РСФСР.

## Биография
Всеволод Павлович Савич родился в 1885 году в Бобруйске. С 1895 года учился в прогимназии в Мозыре, затем перешёл в минскую гимназию, которую окончил в 1904 году. Затем Всеволод отправился в Санкт-Петербург учиться в биологической группе физико-математического факультета Санкт-Петербургского университета. Одновременно он работал статистом в театрах, играл небольшие роли в Новом театре Л. Б. Яборской. В 1906 году принял участие в уличной демонстрации, за что был уволен из театра.
В том же году профессор Х. Я. Гоби пригласил Савича работать препаратором и куратором гербария Петербургского университета. Всеволод стал изучать лихенологию при поддержке и под руководством А. А. Еленкина. С 1907 по 1912 год Савич работал ассистентом В. Л. Комарова. В 1907 году Савич и Л. Г. Раменский под руководством Комарова провели исследование флоры Ямбургского и Гдовского уездов Петербургской губернии. Затем Всеволод Павлович был избран секретарём ботанического кружка при университете.
В 1908—1910 годах Савич принял участие в экспедиции Комарова на Камчатку и в Уссурийский край. Там он собрал ценный гербарий лишайников, грибов, мхов и водорослей. В 1912 году Савич окончил университет, с 1913 по 1917 год служил в армии. В 1914 году принял участие в боевых действиях в Австрии. С 1920 по 1927 год Савич принимал участие в различных научных экспедициях. В 1930 году он отправился с экспедицией О. Ю. Шмидта и В. Ю. Визе на ледоколе-пароходе Георгий Седов. Маршрут экспедиции проходил через архипелаги Земля Франца-Иосифа и Новая Земля.
В 1920 году Всеволод Павлович Савич стал учёным секретарём Главного ботанического сада РСФСР в Петрограде. В 1932—1937 годах он был заместителем директора, в 1932—1962 годах — заведующим отделом споровых растений БИН. В 1934 году Савич стал доктором биологических наук, в 1937 году — профессором.
Всеволод Павлович Савич издал около 180 научных работ, большая часть из которых — таксономические монографии лишайников. С 1933 по 1937 год он был главным редактором журнала «Советская ботаника». Он был также редактором шести из восьми томов издания «Флора споровых растений». Затем под его редакцией издавался журнал «Новости систематики низших растений». С 1936 по 1951 год Савич был редактором журнала «Природа».
В 1972 году Савича, переходившего Каменноостровский проспект, сбила машина. Через два дня, несмотря на перенесённую операцию, Всеволод Павлович Савич скончался.

## Награды и звания
- Заслуженный деятель науки РСФСР (1947)
- орден Ленина
- орден Трудового Красного Знамени (10.06.1945)
- медали

## Память
В 1930 году во время экспедиции Шмидта и Визе в честь Савича был назван полуостров в заливе Русская Гавань Северного острова Новой Земли.

## Некоторые научные работы
- Savicz V.P. Neue Flechten aus Kamtschatka // Bull. Jard. imp. Bot. Pierre le Grand. — 1914. — Т. 14, № 1—2. — С. 111—128.
- Savicz V.P. De Peltigeraceis e Kamczatka notula // Notul. Syst. Inst. crypt. Hort. bot. Petrop.. — 1922. — Т. 1, № 11. — С. 1—16.
- Savicz V.P. De Diploschistaceis e Kamczatka notula // Ботан. материалы Ин-та споровых растений Гл. ботан. сада РСФСР. — 1923. — Т. 2, вып. 1—12 (11). — С. 176.
- Savicz V.P. Die Cladonien Kamtzchatkas // Feddes Repert. Bd. 19. S. 337—372. — 1924.
- Savicz V.P. Die Resultate lichenologischer Untersuchungen in Weissrussland im Jahre 1923 (нем.) // Записки института сельского и лесного хозяйства : magazin. — 1925.
- Savicz V.P. De Pyrenidiaceis e Kamczatka notula // Изв. Гл. ботан. сада СССР. — 1930. — Т. 29, вып. 1—2. — С. 99—100.
- Савич В. П. Конспект к флоре лишайников сем. Umbilicariaceae в СССР // Ботан. материалы Отд. споровых растений Ботан. ин-та им. В. Л. Комарова АН СССР. — 1950. — Т. 6, вып. 7—12. — С. 97—108.
- Савич В. П. Подводные лишайники // Тр. Ботан. ин-та АН СССР. Сер. 2. — 1950. — Вып. 5. — С. 148—170.
- Савич В. П., Еленкин А. А. Введение к флоре лишайников азиатской части СССР // Тр. Ботан. ин-та им. В. Л. Комарова АН СССР. Сер. 2. — 1950. — Вып. 6. — С. 181—343.
- Савич В. П. Два новых для Камчатки лишайника из сем. Паннариевых // Ботан. материалы Отд. споровых растений Ботан. ин-та им. В. Л. Комарова АН СССР. — 1951. — Т. 7. — С. 1—3.

## Грибы, названные в честь В. П. Савича
- Armillariella saviczii Singer, 1938 [syn.  Armillaria saviczii (Singer) Herink, 1973]
- Cetraria nivalis var. saviczii Rass., 1949
- Cetraria saviczii Oxner & Rass., 1960
- Lecania saviczii Novruzov, 1979
- Lecidea saviczii Tomin, 1927 [syn.  Psora saviczii (Tomin) Follmann & A.Crespo, 1975]
- Melanomma saviczii Gucevic, 1960
- Pyrenophora saviczii Gucevic, 1959
- Stereocaulon saviczii Du Rietz, 1929
- Trichophysalospora saviczii Lebedeva, 1933 [syn.  Physalospora saviczii (Lebedeva) Arx & E.Müll., 1954]
- Umbilicaria saviczii Llano, 1966